# 国鉄UM5形コンテナ

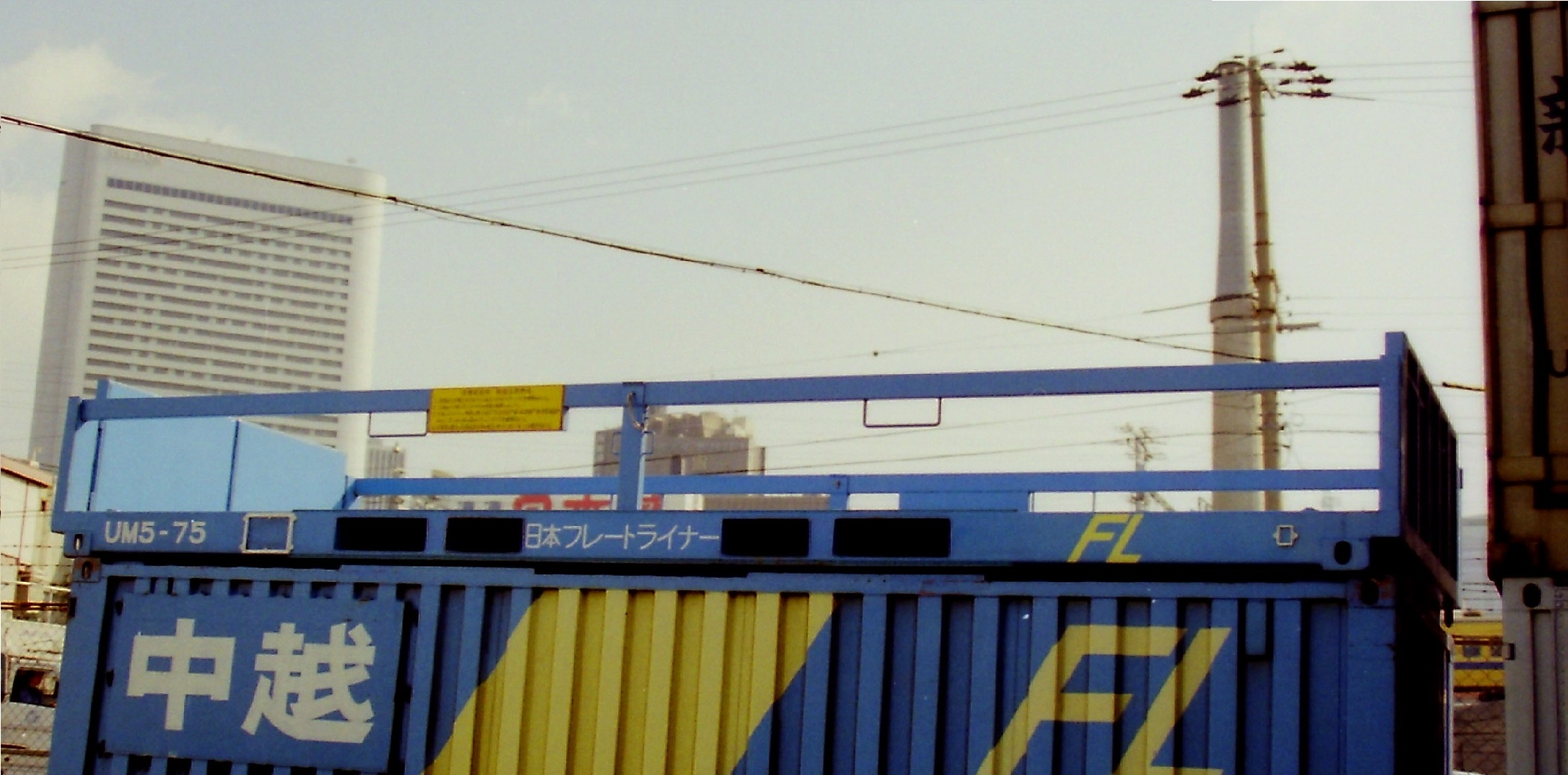
UM5-75 日本フレートライナー
片妻壁側（画像の左側）が観音開き仕様のために、回送車両などが直接乗り込める。
1987年11月、大阪府／元、梅田貨物駅。

国鉄UM5形コンテナ（こくてつUM5がたコンテナ）とは、日本国有鉄道（国鉄）およびそれを継承した日本貨物鉄道（JR貨物）に籍を編入し、20 ft形を基本とした私有コンテナに属する、無蓋コンテナである。

## 誕生から現在までのあらまし
1970年10月に、当時の国鉄により旧、初代西岡山駅 - 隅田川駅間で、日本で初めて私有コンテナを輸送していた『山陽ライナー』便および、同時に開設された元、汐留貨物駅 - 元、梅田貨物駅間で開始された時に、輸送のメインとなっていたUC5形汎用コンテナとあわせて配備された。これに際し、初期登録グループの二社がそれぞれの輸送用コンテナ郡に分かれて、属していたのが始まりである。

なお、この形式での登録は現在の私有コンテナ形式付与基準（コンテナの容積または、床面積で形式番号としている）とは大幅に異なる旧式扱いのために、新規登録は既に終了しているので、現状ではこの形式が消滅するのは時間の問題となっている。

## 番台毎の概要
実際の所有者は、旧国鉄・JR貨物以外の民間物流会社である、日本通運 ・ 福山通運 ・ 岡山県貨物 ・ 日本運送 ・ 第一貨物 ・ 備後通運 ・ 日本フレートライナーであった。ただし、福山通運の登録のみ、UC5形（1001 - 1510間での登録事例）と同様に、特定大口登録ユーザーとして1000番台で登録されている。コンテナの製造会社は、製造初年度である1970年から登録終了となった1987年までの18年間で、当時鉄道車両の製作を行っていた元、富士重工業を始め、現在も鉄道車両製作を行っている旧、東急車輛製造のほか、鉄道以外の特殊車両や各種コンテナを大量に製造している旧、日本トレールモービルの三社のみの製造であり、JR貨物へ移行後から登場している一部の外国メーカー品は一切無い。

0番台では、汎用コンテナ同様の外観で屋根全体に備わった開口部からクレーンなどで荷役を行なう『箱型』と、高さが約1/3程度の高さしかない『平型』に分かれるが、1000番台では箱型のみとなっている。またコンテナ本体の材質としてはアルミ製は無く、全てスチール製であり、自重を含む総重量は、12.3t以下と定められているが、荷重や自重は各コンテナにより異なる。

### 0番台
1 - 10

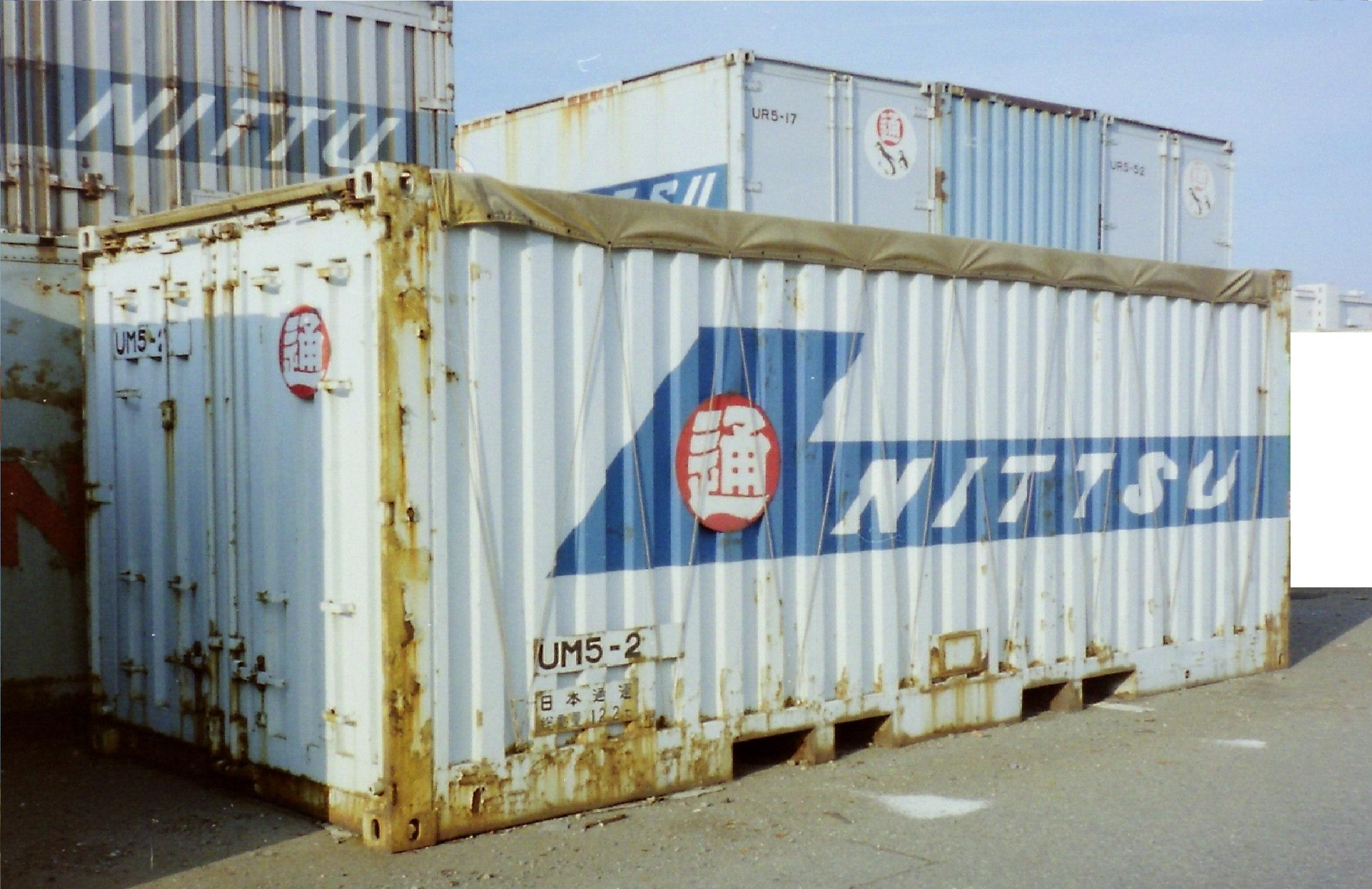
UM5-2 箱型タイプの日本通運。
平成時代になっても、現役で大事に使われていた。
画像真下のフォークポケット右端の右寄りに、ハンドル回し用のネジ穴がある。（※画像拡大で見える）
1994年10月2日、東京貨物ターミナル駅にて。

私有コンテナ制度発足の1970年10月にあわせて、日通所有の箱型スタイルとして、富士重工宇都宮製作所で同年の9月に製作されて、10個登録された。総重量12.2 t（積荷10 t ・ 自重2.2 t）であった。積み込み口は、側面では片妻壁側が観音開きドアの一箇所のみのほか、このコンテナの最大の特徴である屋根部位が、本体外周と余り変わらない開口部を備えて、付属の防水シートで全面が覆われている。積み込み口の上部を真横に覆っている梁は、海上コンテナ仕様では標準装備されているカラクリとして、梁の両端をピン止め基点として外側に向かって約270度程回転してクレーンや、フォークリフト荷役の便利性を高めている。

またメインとなる屋根にシートを掛ける場合は、通常はトラックや海上コンテナと同様に作業員が壁に埋め込まれた梯子や、類似する垂直手摺をよじ登り1～2名で作業をする。しかし、このタイプは積み込み口とは反対側の妻壁上部にシートの片側が固定されて、さらに開口部内に設けられた数本の台形状の梁棒にシートの裏側が固定されている。この状態で内蔵されたロープを、シート端を固定した妻壁側（積み込み口の反対側）の真下と、左側のフォークポケット間の外壁床下に備えられたネジ穴に、備え付けの専用ハンドルを回し、屋根上のシート全体を手繰り寄せて開口部を全開すると言う、凝った仕組みとなっている。また開口部を閉じる場合は、手繰り寄せた状態で両側壁に垂れ下がっている固定用ロープを、両側から引き出して全体をコンテナの三側面に付いている、フックに引っ掛けて固定する。これにより、作業員が屋根に登っての作業がほとんどなくなり、安全確保が図られていた。なお、この『手繰り寄せ方式』は、この日通の事例だけであった。

登場時は元、汐留貨物駅 - 元、梅田貨物駅間のルート用に運用されていたが、その後は同時期に開業していた山陽ライナールートを含めて、全国で運用されていた。また日通は、多種多彩な貨物輸送を全国展開している関係で、同じ箱タイプを登録していた他社が登録後、十数年程度で撤退していた中で日通はリカバリーを施しながら、平成時代の初期までの長期に渡って使用されていた。
11 - 15

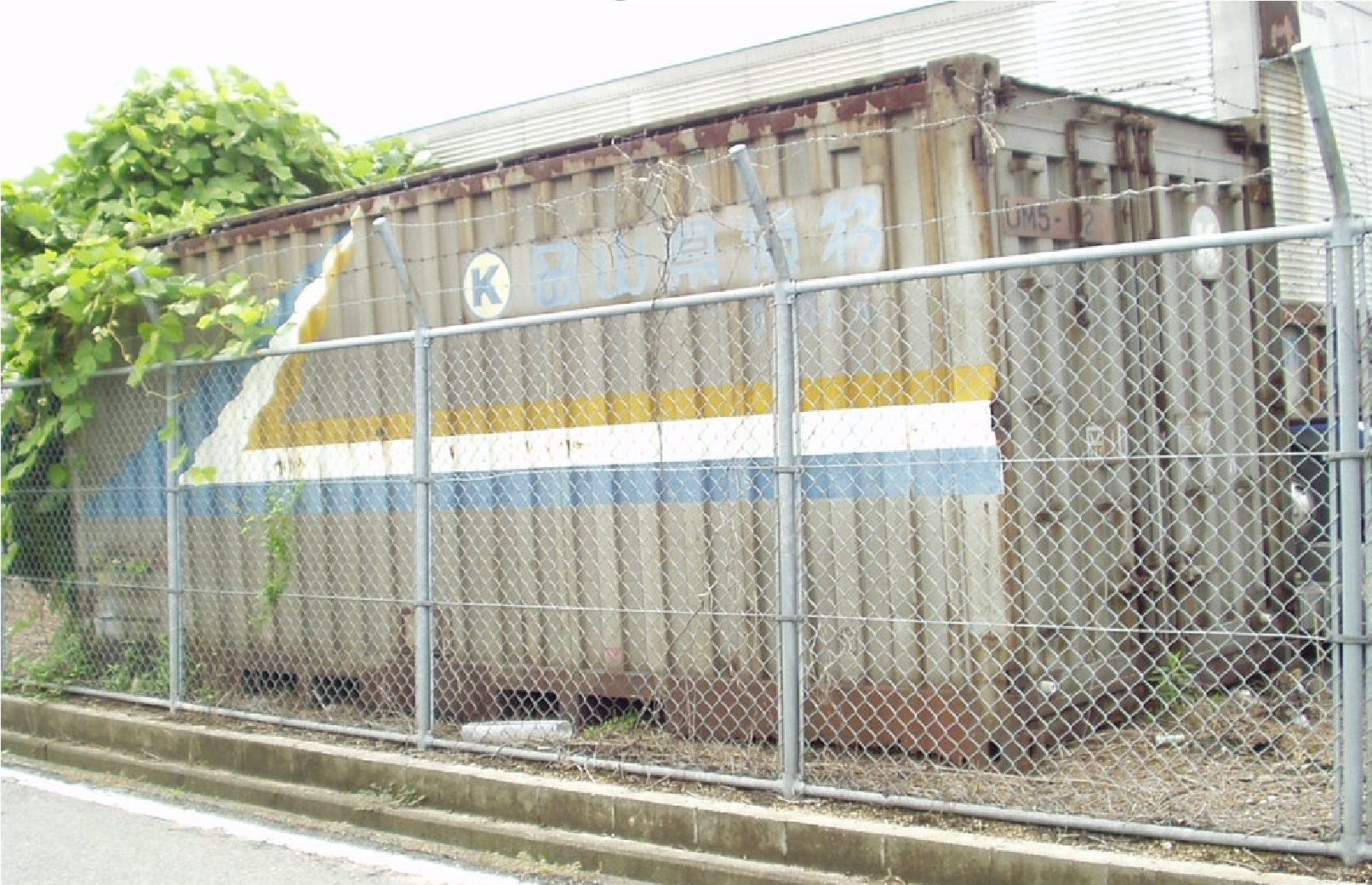
UM5-12　箱型タイプの岡山県貨物。
初代旧、西岡山貨物駅 - 隅田川貨物駅間で使われていたが、稼働率は悪かった。
2004年6月27日、岡山市内にて。

岡山県貨物所有で、富士重工宇都宮製作所にて1971年9月に箱型スタイルとして製作されて、5個登録された。総重量11 t（積荷8.8 t ・ 自重2.2 t）であった。積み込み口は、側面では片妻壁側が観音開きドアの一箇所のみのほか、このコンテナの最大の特徴である屋根部位が、本体外周と余り変わらない開口部を備えて、付属の防水シートで全面が覆われている。積み込み口の上部を真横に覆っている梁は、前記の日通と同様に梁の両端をピン止め基点として外側に向かって約270度程回転してクレーンや、フォークリフト荷役の便利性を高めている。

またメインとなる屋根にシートを掛ける場合は、垂直手摺をよじ登り1～2名で作業をする。このタイプは、日通と同じ様に積み込み口とは反対側の妻壁上部にシートの片側が固定されている。しかし、日通のような凝ったカラクリはなく、逆に屋根に登った作業員の安全性を確保するために両側の側壁上部の全長部位に沿って、内側屋根部位に折り畳んで据え置かれた25cm幅の歩板が、外側へ180度半回転して真横に水平状態でせり出す（この時点で、一時的ながらもコンテナの横幅が50cmほど広がっている）。この上を歩いて、作業員が後部妻壁の積み込み口に向かってシート全体を引っ張り出す。ただし、回転式収納歩板の構造上の関係で、シートを外壁の両側へ垂らす事はできないので、シートの横幅はコンテナの横幅より少し短くしてある。これにより屋根の内側開口口回りと、外壁との隙間でシートを個縛する。また開口部内の上部には、シート垂れ防止の取り外し可能な台形状の梁棒が、数本設置してある。
16 - 40
日本運送所有で、1971年11月に箱型スタイルとして日本トレールモービルにて製作されて、25個登録された。積み込み口は、側面では片妻壁側が観音開きドアの一箇所のみのほか、このコンテナの最大の特徴である屋根部位が、本体外周と余り変わらない開口部を備えて、付属の防水シートで全面が覆われている。

41 ・ 42
第一貨物所有で、1972年に東急車輛製造にて箱型スタイルとして、2個登録された。積み込み口は、側面では片妻壁側が観音開きドアの一箇所のみのほか、このコンテナの最大の特徴である屋根部位が、本体外周と余り変わらない開口部を備えて、付属の防水シートで全面が覆われている。
43 - 57
備後通運所有で、1973年に箱型スタイルとして日本トレールモービルにて製作されて、15個登録された。両側面には、本社近隣で地場産業として製造されていた『府中家具』との記載があり、関東地区へ輸送されていた。積み込み口は、側面では片妻壁側が観音開きドアの一箇所のみのほか、このコンテナの最大の特徴である屋根部位が、本体外周と余り変わらない開口部を備えて、付属の防水シートで全面が覆われている。

なお、このコンテナ登録で登場以来続いていた箱型スタイルが終わりを告げた。その後は、コンテナ輸送自体が国鉄経営の混乱と物流業界の事情により、このコンテナの続番が1987年に登録されるまでの14年間にわたり完全に止まっていた。また参考資料として、貨物大量輸送の要であった20 ft級、10 t積みUC5形汎用コンテナでも『コンテナ低迷期』に見舞われていた。状況としては、1970年の登録開始から毎年数百個以上の大量登録情勢が続いていたが、1976年より1984年間での登録が発生しても年間でわずか数十個のみの少数登録数のほか、丸一年以上もの未登録期間が2回発生したりと、UM5形式以外でも多くの形式で低迷していた。
58

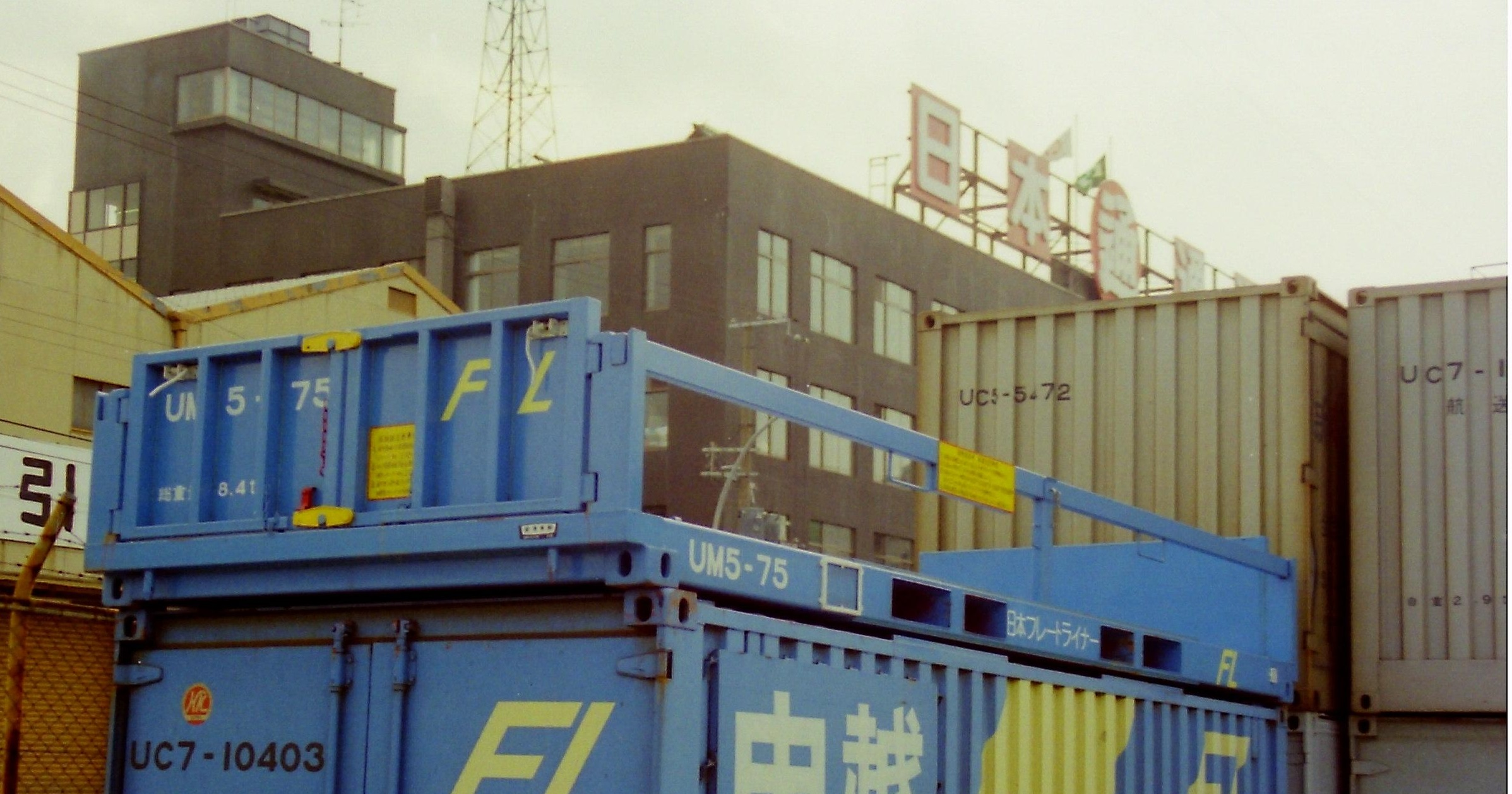
UM5-75 日本フレートライナー
片妻壁側（画像の左側）が観音開き仕様のために、回送車両などが直接乗り込める。
この妻壁の凹み部位の上部には、左側（形式の白色表示 UM の U 部位）と、右側（社名の黄色略称表示 FL の L 部位）には、段積み時に上部コンテナから差し込まれた固定ピンの、レバー式受け側装置が設置されている。
1987年11月、大阪府／元、梅田貨物駅。

日本フレートライナー所有で、東急車輛製造大阪工場にて製作されて1987年に両妻壁固定タイプの平型スタイルとして、1個登録された。元々の製作動機は、全国通運と同様に地方の各運送会社のまとめ役である日本フレートライナーが、大手引越専業会社より引越荷物の一時保管用に大量に保有していた既存の海上コンテナ仕様、20 ftドライコンテナから保管荷物を四トン車などに積み替える事なく、そのまま鉄道輸送するために親子輸送方式（平荷台のトラックにコンテナを載せて輸送するイメージ）のベース用とし考案された。このためにこの無蓋コンテナの内寸は、全長6.058mmの20 ft形コンテナがぎりぎり搭載できる長さを有し、外寸は例外的に全長6.184mmと、ある意味、20.5 ft形のイメージになっている。

ただし、20 ft輸送は実現する事無く頓挫し、代わりに別会社の6 - 10 ft級のミニコンテナを2 - 3個積載して、テスト輸送として開始された。しかし、当時の鉄道利用の引越しは国鉄の5 tコンテナ利用が常態化し、また現代のようにミニコンテナによる小口化は進んでいなかったなどの時代背景もあり、結局は早々と頓挫してしまった。さらに、前後の妻壁は固定されていたために続番で登場した片妻が観音開きで、各種車両の自走積載などの融通もきかず、使い勝手の悪いタイプとして稼働率は芳しくなかった。なお、唯一のメリットとして、このタイプでは片道輸送（いわゆる、輸送後は空回送）が常態化しているので、将来の増備に際して同一着地へ複数輸送後の個別回送を、三段積みにまとめて回送運賃の節約を図れるように、段積対応タイプとしていた点である。
59 - 78
日本フレートライナー所有で、1987年に平型スタイルとして、20個登録された。先行して登場していた両妻壁の固定化を改めて、各種の車両を自走で簡単に積み込めるように片妻側を観音開きとして、マイカー引越しや、荷台のないシャーシーのみの小型トラック輸送なども出来る汎用性を高めて増備された。

また、前回同様に複数個輸送で片道輸送時の個別回送リスクを避けて、三段積みが可能とした。なお、段積み固定方法は現代では当たり前のツイストロック方式ではなく、20 ftコンテナ分の全長ベースより前後に少しはみ出している、両妻壁部位の両端真下に備わった垂直ピンを下部コンテナの両妻壁上部の穴に差し込んで（片妻側毎に二本あり）、段積み後にコンテナ側面の数箇所で付属のワイヤーを掛けて個縛していた。また片妻側の観音開きドア側には、ドア表面のコルゲート由来の垂直凹面間に設けた締め付け型のロック構造（右側画像を参照）により、真上から差し込んだピンを固定して、振動や万が一の衝撃でも抜けにくいようにしている。

日本フレートライナー所有で始まったこのコンテナは、その後の物流事情などにより、元々の構造であった取り外し可能な両側梁を、固定した両壁（高さは元々の梁と同等）に改造して、個数は不明ながらも新潟東洋埠頭へ売却された。さらにその後は、神奈川臨海通運へ移籍となっている。

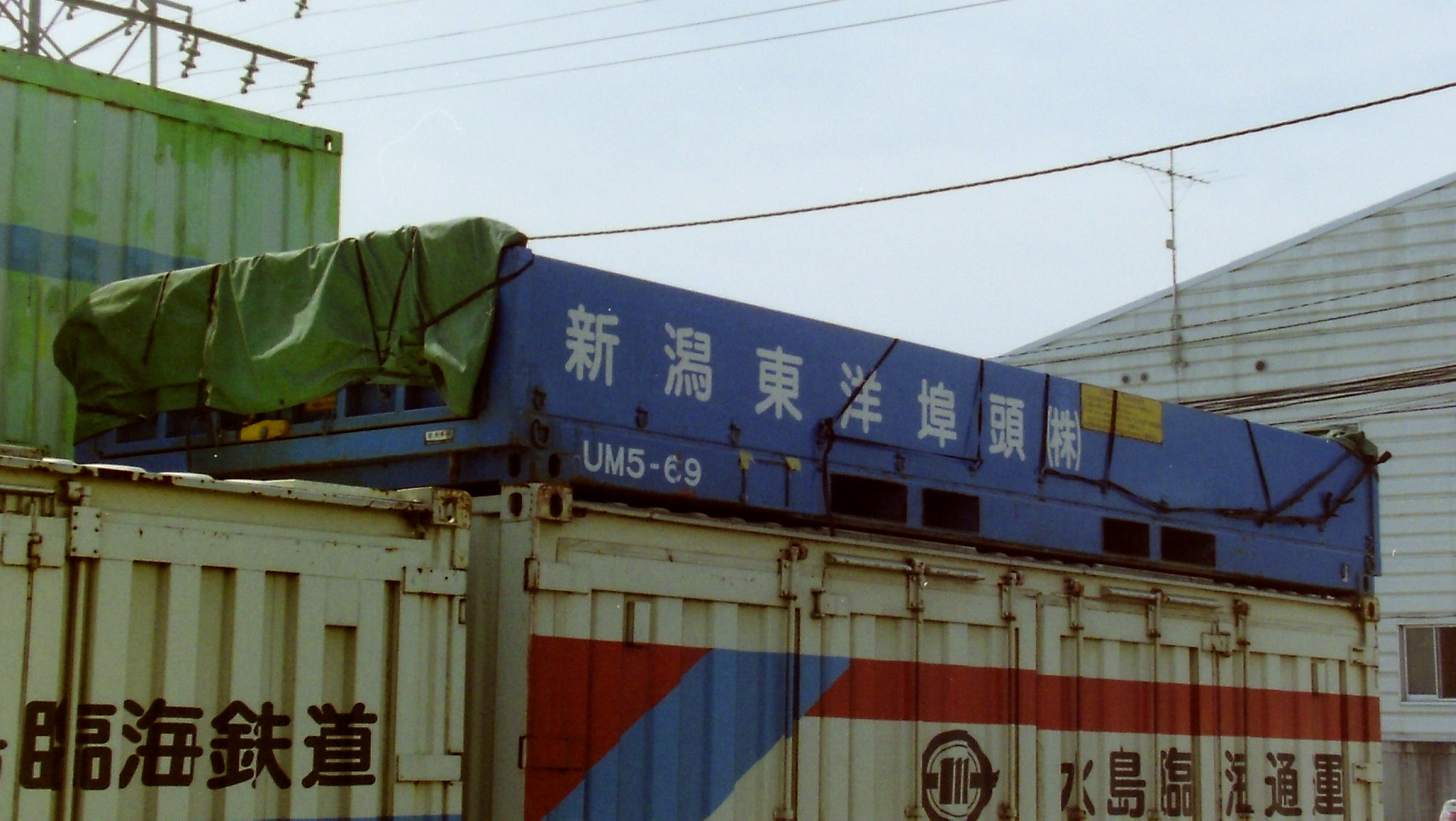
UM5-69　新潟東洋埠頭所有。 元々の側面の梁を全面の側壁に改造している。 1995年3月、東京貨物ターミナル駅にて。
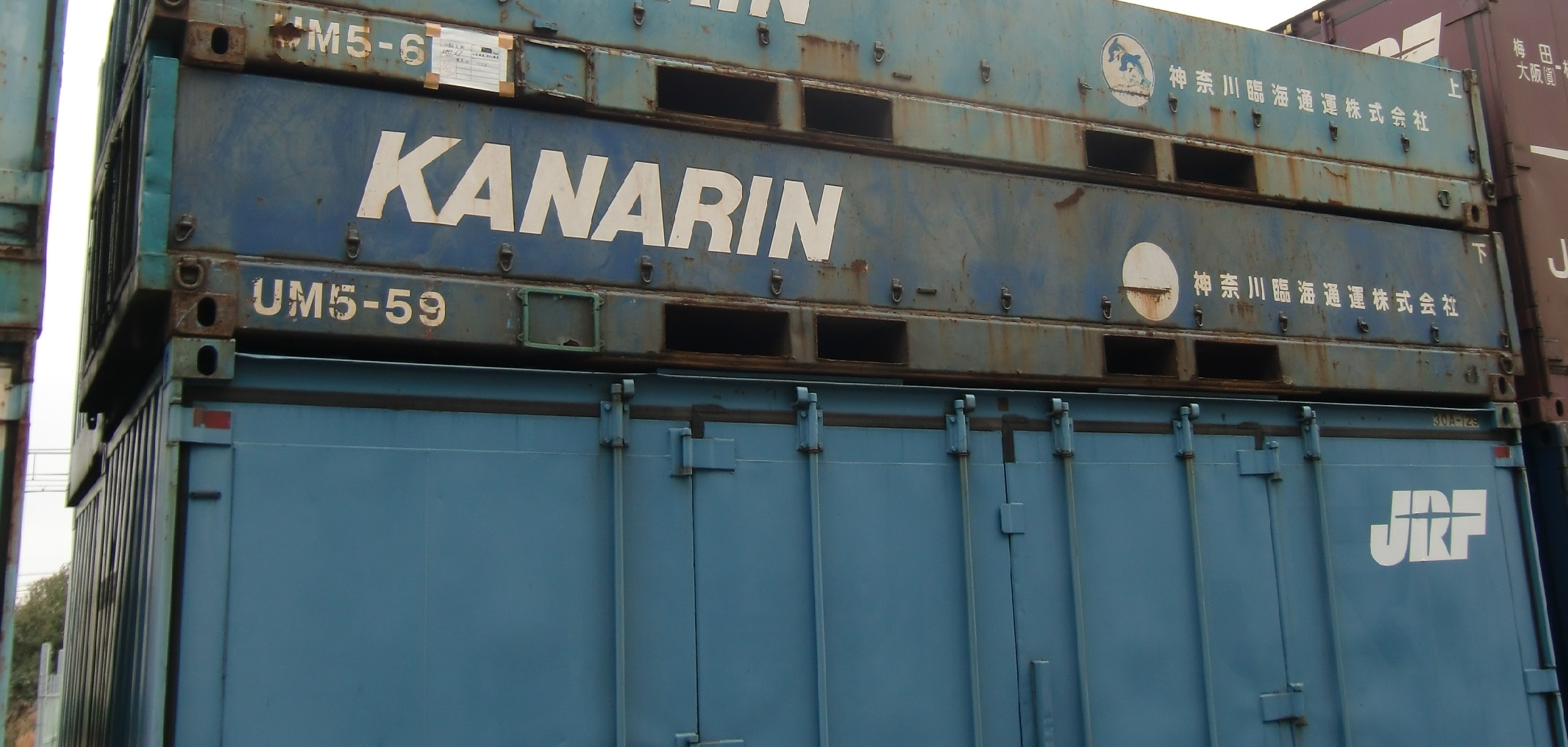
UM5-59　神奈川臨海通運所有。 元々の側面の梁を全面の側壁に改造している。 2011年4月3日、安治川口駅にて。
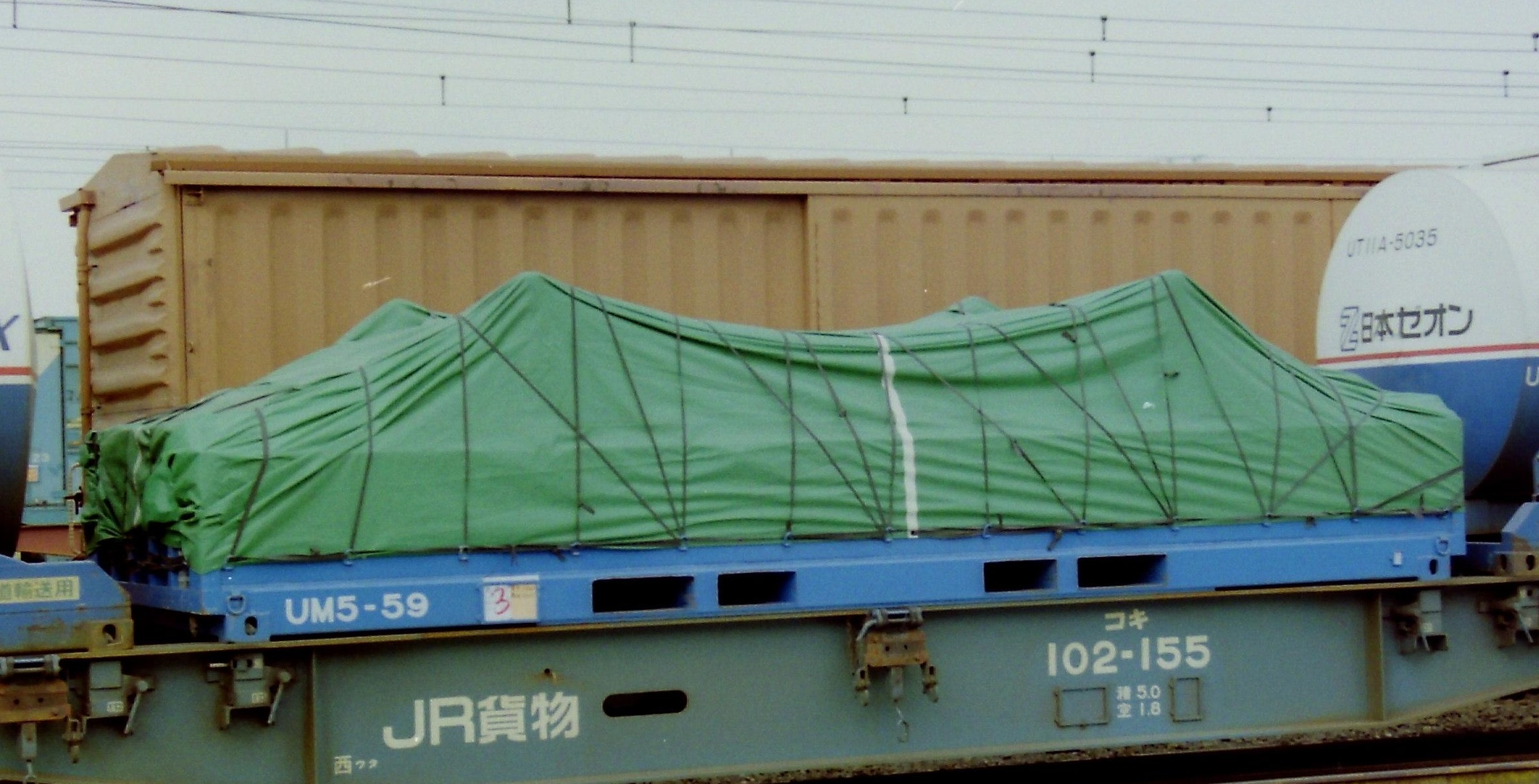
UM5-59　所有者不明。 側壁へ改造後に貨物を積載して輸送中の風景。 1995年3月、隅田川にて。

### 1000番台
1001 ・ 1002
福山通運所有で、箱型スタイルの試作品として日本トレールモービルにて製作されて1970年月9月に、2個登録された。総重量11.5 t（積荷9.3 t ・ 自重2.2 t）であった。積み込み口は、側面では片妻壁側が観音開きドアの一箇所のみのほか、このコンテナの最大の特徴である屋根部位が、本体外周と余り変わらない開口部を備えて、付属の防水シートで全面が覆われている。
1003 - 1032
福山通運所有で、箱型スタイルとして富士重工宇都宮製作所にて製作されて、1970年9月に30個登録された。総重量11.5 t（積荷9.5 t ・ 自重2 t）であった。積み込み口は、側面では片妻壁側が観音開きドアの一箇所のみのほか、このコンテナの最大の特徴である屋根部位が、本体外周と余り変わらない開口部を備えて、付属の防水シートで全面が覆われている。積み込み口の上部を真横に覆っている梁は、日通と同様に梁の両端をピン止め基点として外側に向かって約270度程回転してクレーンや、フォークリフト荷役の便利性を高めている。

またメインとなる屋根にシートを掛ける場合は、垂直手摺をよじ登り1～2名で作業をする。このタイプは、日通と同じ様に積み込み口とは反対側の妻壁上部にシートの片側が固定されている。さらに岡山県貨物と同様に、屋根に登った作業員の安全性を確保するために両側の側壁上部の全長部位に沿って、内側屋根部位に折り畳んで据え置かれたされた25cm幅の歩板が、外側へ180度半回転して真横に水平状態でせり出す（この時点で、一時的ながらもコンテナの横幅が50cmほど広がっている）。この上を歩いて、作業員が後部妻壁の積み込み口に向かってシート全体を引っ張り出す。ただし、回転式収納歩板の構造上の関係で、シートを外壁の両側へ垂らす事はできないので、シートの横幅はコンテナの横幅より少し短くしてある。これにより屋根の内側開口口回りと、外壁との隙間でシートを個縛する。また開口部内の上部には、シート垂れ防止の取り外し可能な台形状の梁棒が、数本設置してある。
1033 - 1112
福山通運所有所有で、箱型スタイルとして日本トレールモービルにて製作されて1972年に、80個登録された。積み込み口は、UM5形では初登場ながらもただ一例となった、片妻壁側が観音開きドア・片側面の一部のみ観音開きの二方開きのほか、このコンテナの最大の特徴である屋根部位が、本体外周と余り変わらない開口部を備えて、付属の防水シートで全面が覆われている。

## 外部サイト
個人画像サイト『コンテナの絵本』内、UM5